# Nikoman
Nikoman (mac. Никоман) – wieś w gminie miejskiej Sztip w środkowej Macedonii Północnej.

## Demografia
Według spisu ludności z 2021 we wsi Nikoman mieszkało 4 mieszkańców.

### Rasy i pochodzenie
Według wyżej wspomnianych danych we wsi Nikoman mieszkało 4 Macedończyków.